# پشت سرت را نگاه نکن (آلبوم)
پشت سرت را نگاه نکن (به انگلیسی: Don't Look Back) آلبومی از بوستون است که در سال ۱۹۷۸ میلادی منتشر شد.